# Commando Ponchardier

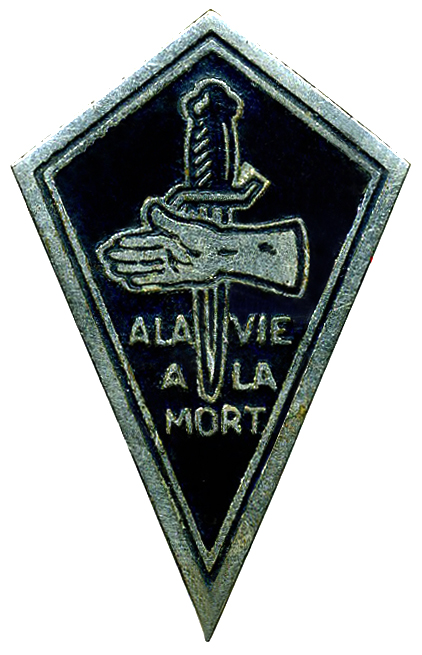
Verbandsabzeichen

Das Commando Ponchardier war eine Kolonialeinheit der französischen Streitkräfte im Zeitraum von 1945 bis 1946.
2015 wurde Commando Ponchardier als eine Spezialeinheit der französischen Marine neu aufgestellt.

## Geschichte
Der Fallschirmjägerverband wurde 1945 von Admiral Henri Nomy nach dem Vorbild des britischen Special Air Service aufgestellt. Kommandant war der Korvettenkapitän und spätere Admiral Pierre Ponchardier. Die Einheit war ursprünglich für den Kampf gegen die Japaner in Französisch-Indochina während des Zweiten Weltkriegs bestimmt und kämpfte von Ende 1945 bis Mitte 1946 gegen die vietnamesische Widerstandsbewegung Việt Minh in der Region Saigon.
Der im deutschen Sprachraum bekannteste Angehörige des Verbandes war der spätere Journalist Peter Scholl-Latour.
Das Commando Ponchardier wurde am 11. September 2015 als siebte Militäreinheit der Commandos Marine neu aufgestellt. Die neue Spezialeinheit wurde Teil des Kommandos Force maritime des fusiliers marins et commandos (FORFUSCO) der Marineinfanterie und Kommandoeinheiten.